# Claude Piéplu
Claude Piéplu (ur. 9 maja 1923 w Paryżu; zm. 24 maja 2006 tamże) – francuski aktor filmowy i teatralny.

## Kariera
Na początku lat 40. uczęszczał na kursy aktorskie Maurice’a Escande przy Comédie-Française. W 1944 został zaangażowany do paryskiego teatru Les Mathurins, gdzie grał wówczas m.in. u boku Gérarda Philipe’a. W ciągu trwającej niemal 60 lat teatralnej kariery zagra w 175 sztukach. Na ekranie zadebiutował w 1948 w filmie Christiana-Jaque'a. Jego filmowa kariera rozwinęła się pod koniec lat 50. Pojawił się w kilku komediach, gdzie gwiazdą był Louis de Funès; były to m.in.: Napad na bank (1963), Żandarm z Saint-Tropez (1964), Hibernatus (1969), Przygody rabina Jakuba (1973). Grał także u czołowych europejskich reżyserów: Henriego-Georges’a Clouzota (Uwięziona), Luisa Buñuela (Dyskretny urok burżuazji, Widmo wolności), Costy-Gavrasa (Sekcja specjalna) czy Romana Polańskiego (Lokator). W komedii Claude’a Zidi pt. Asterix i Obelix kontra Cezar (1999) zagrał postać Panoramiksa.
Zmarł na raka. Jest pochowany na paryskim cmentarzu w Bagneux.

## Wybrana filmografia
- Francuzka i miłość (1960) jako Monsieur Berton-Marsac, przedsiębiorca
- Herszt (1960) jako pan Oxner
- Zdarzyło się pewnej nocy (1960) jako sprzedawca w sklepie odzieżowym
- Piękna Amerykanka (1961) jako Me Fachepot, notariusz
- Diabelskie sztuczki (1962) jako strażnik
- Napad na bank (1963) jako ksiądz
- Boss w spódnicy (1964) jako inspektor policji
- Żandarm z Saint-Tropez (1964) jako André-Hugues Boiselier, ojciec Christopha
- Diabolicznie twój (1967) jako dekorator
- Uwięziona (1968) jako ojciec Josée
- Zamek-pułapka (1969) jako Monsieur Patin
- Hibernatus (1969) jako sekretarz generalny
- Dyskretny urok burżuazji (1972) jako pułkownik
- Przygody rabina Jakuba (1973) jako komisarz Andréani
- Krwawe gody (1973) jako Paul Delamare
- Jaja (1974) – narrator w czołówce filmu
- Widmo wolności (1974) jako komisarz policji
- Diabli mnie biorą (1974) jako dr Hubert Durois
- Sekcja specjalna (1975) jako Michel Benon, przewodniczący sekcji specjalnej
- Śmierć z komputera (1976) jako Pierre Tournier
- Lokator (1976) jako sąsiad z góry
- Powiedz, że ją kocham (1977) jako pan Chouin
- Cukier (1978) jako Bérot
- Paltoquet (1986) jako profesor
- Asterix i Obelix kontra Cezar (1999) jako Panoramiks